# Kantatie 60
La Kantatie 60 (in svedese Stamväg 60), conosciuta anche come Tampereen kehätie in quanto serve principalmente la città di Tampere, è una strada principale finlandese. Ha inizio a Ylöjärvi e si dirige verso sud, dove si conclude dopo 31 km nei pressi di Pirkkala.

## Percorso
La Kantatie 60 attraversa i comuni di partenza, di Nokia, di Tampere e di arrivo.